# Agatangel (męczennik)
Agatangel Rzymianin (zm. około 312 r.) –  męczennik wczesnochrześcijański, święty Kościoła katolickiego, Cerkwi prawosławnej oraz Kościołów orientalnych.
Jego legenda wiąże się ze świętym Klemensem, biskupem Ankary. Podczas prześladowań cesarza Dioklecjana Klemensa aresztowano i wtrącono do więzienia. Wielokrotnie przekonywano go do wyrzeczenia się wiary w Chrystusa, wielokrotnie poddawano rozmaitym torturom, lecz on pozostawał nieugięty. Pobity i zakuty w żelazne łańcuchy uzdrawiał chorych, dokonywał cudów, nawracał na chrześcijaństwo. Jednym z nawróconych był rzymski żołnierz św. Agatangel, który stał się jego wiernym uczniem i towarzyszem więziennej niedoli.
Biskup Klemens poniósł męczeńską śmierć w Ankarze około 312 r., będąc ścięty mieczem podczas odprawiania Świętej Liturgii w znajdującej się w pieczarze kościoła. 5 listopada tego samego roku od miecza zginął też Agatangel.
Obaj święci wspominani są 23 stycznia